# Nürensdorf
Nürensdorf é uma comuna da Suíça, situada no distrito de Bülach, no cantão de Zurique. Tem 10,04 km² de área e sua população em 2018 foi estimada em 5.629 habitantes.